# Belzer v. Bollea
Belzer v. Bollea 150 Misc. 2d 925 (NY Misc. 1990) és un cas de la Cort Suprema de Nova York de 1990 entre el presentador de televisió Richard Belzer i el lluitador professional Hulk Hogan (el seu veritable nom és Terry Bollea). El cas va suposar que Belzer demandés a Hogan per lesions personals després que Hogan l'hagués agafat. Finalment, el cas es va establir financerament fora del tribunal; no obstant això, el cas va continuar sent popular, a causa de la indemnització addicional de l'advocat sol·licitada pels advocats de Belzer, que el tribunal va negar.

## Antecedents
Richard Belzer és un còmic que va ser l'amfitrió de Hot Properties a la televisió el 1985. Durant un episodi, entrevistava Hulk Hogan i Mr. T en directe pel seu pròxim partit al World Wrestling Federation WrestleMania jo tag team. Belzer insistia a Hogan per posar-lo en una lluita de manteniment, i Hogan inicialment s'hi va resistir, però més tard va accedir a la petició, després del comentari del Sr T i el públic. Hogan va fer a Belzer un moviment de lluita que el va deixar ferit. Van fer un tall per la publicitat, i al tornar es van emportar a Beltzer a l'hospital. Després del descans, Hogan, es va disculpar per ferir Belzer, i va recordar els perills de l'ús de la lluita lliure professional a persones sense entrenar. Belzer va aparèixer a en Hot Properties una setmana més tard, i va mostrar els punts de sutura de resultes de l'incident. Ell va demandar Hogan per 5 milions de dòlars en danys i perjudicis per danys personals.